# Winyaw
Els winyaw, winyah o weenee són una tribu d'amerindis dels Estats Units relacionats amb les tribus sioux pee dee i waccamaw, que antigament habitaren la badia de Winyaw, el riu Black i el curs inferior del riu Pee Dee a l'actual comtat de Georgetown a Carolina del Sud. Van ser esmenats per primer cop el 1670 per colons de Carolina del Sud, als qui donaren suport en les guerres contra tuscarores 1711 i waccamaw 1720, després de les quals (cap al 1760), va desaparèixer de la història. Les restes supervivents poden haver-se unit als waccamaw. Mooney (1928) estima que han estat uns 900 en l'any 1600, juntament amb les tribus waccamaw, hooks i altres. Però segons el cens de 1715 els winyaw tenien només un poble amb 36 homes i una població de 106 ànimes.
Sobre la cultura i forma de vida winyaw no se sap res, llevat que pertanyien a la zona cultural de les tribus dels Boscos del Sud-est com els cherokees, powhatan, catawbes, tutelos i altres de parla siouan oriental. Se sap que eren bons agricultors.